# Ion Dulică
Ion Dulică (ur. 1 lipca 1953) – rumuński zapaśnik walczący w stylu klasycznym. Zajął szóste miejsce na mistrzostwach świata w 1977. Brązowy medalista mistrzostw Europy w 1974; szósty w 1975. Mistrz świata juniorów w 1973 roku.